# Кріс Ітон (тенісист)
Кріс Ітон (англ. Chris Eaton; нар. 27 листопада 1987) — колишній британський тенісист.
Найвищу одиночну позицію світового рейтингу — 317 місце досяг 15 червня 2009, парну — 147 місце — 2 травня 2011 року.
Найвищим досягненням на турнірах Великого шолома було 3 коло в парному розряді.
Завершив кар'єру 2012 року.

## Фінали ATP Челленджер і ITF Ф'ючерс

### Одиночний розряд: 4 (3–1)
| Легенда              |
| -------------------- |
| ATP Челленджер (0–0) |
| ITF Ф'ючерс (3–1)    |

| Фінали за покриттям |
| ------------------- |
| Тверде (2–0)        |
| Ґрунт (0–0)         |
| Трава (0–0)         |
| Килим (1–1)         |

| Результат | W–L | Дата     | Турнір                     | Рівень  | Покриття | Суперник          | Рахунок  |
| --------- | --- | -------- | -------------------------- | ------- | -------- | ----------------- | -------- |
| Перемога  | 1–0 | Січ 2010 | Велика Британія F1, Глазго | Ф'ючерс | Тверде   | Джеймі Бейкер     | 6–4, 6–4 |
| Поразка   | 1–1 | Січ 2011 | Німеччина F3, Каарст       | Ф'ючерс | Килим    | Ян Мертл          | 5–7, 4–6 |
| Перемога  | 2–1 | Кві 2011 | Швейцарія F3, Taverne      | Ф'ючерс | Килим    | Петер Торебко     | 6–3, 6–4 |
| Перемога  | 3–1 | Лип 2011 | Велика Британія F11, Чизік | Ф'ючерс | Тверде   | Бенджамін Мітчелл | 7–5, 6–1 |

### Парний розряд: 38 (23–15)
| Легенда              |
| -------------------- |
| ATP Челленджер (1–1) |
| ITF Ф'ючерс (22–14)  |

| Фінали за покриттям |
| ------------------- |
| Тверде (23–10)      |
| Ґрунт (0–0)         |
| Трава (2–3)         |
| Килим (1–2)         |

| Результат | W–L   | Дата     | Турнір                           | Рівень     | Покриття | Партнер              | Суперники                           | Рахунок                |
| --------- | ----- | -------- | -------------------------------- | ---------- | -------- | -------------------- | ----------------------------------- | ---------------------- |
| Поразка   | 0–1   | Бер 2006 | КНР F4, Цзянмень                 | Ф'ючерс    | Тверде   | Ендрю Кенно          | Юй Сіньюань Цзен Шаосюань           | 4–6, 5–7               |
| Поразка   | 0–2   | Чер 2006 | Туреччина F2, Стамбул            | Ф'ючерс    | Тверде   | Ендрю Кенно          | Віктор Колік Ішай Хадаш             | 3–6, 5–7               |
| Перемога  | 1–2   | Бер 2007 | Ізраїль F2, Рамат-га-Шарон       | Ф'ючерс    | Тверде   | Аміт Інбар           | Роман Веґелі Александер Сачко       | 7–5, 6–2               |
| Перемога  | 2–2   | Сер 2007 | Велика Британія F14, Рексем      | Ф'ючерс    | Тверде   | П'єррік Їсерн        | Едвард Коррі Том Рашбі              | 6–1, 6–2               |
| Поразка   | 2–3   | Січ 2008 | Велика Британія F2, Шеффілд      | Ф'ючерс    | Тверде   | Кен Скупскі          | Їржі Кркошка Пурав Раджа            | 6–7(7–9), 6–7(4–7)     |
| Перемога  | 3–3   | Лют 2008 | Хорватія F1, Загреб              | Ф'ючерс    | Тверде   | Майт Кюннап          | П'єрр-Людовік Дюкло Денис Мацюкевич | 2–6, 7–5, [10–8]       |
| Перемога  | 4–3   | Бер 2008 | Португалія F5, Лагуш             | Ф'ючерс    | Тверде   | Карстен Болл         | Ніл Бамфорд Джошуа Гудолл           | 6–2, 6–4               |
| Поразка   | 4–4   | Бер 2008 | Португалія F6, Албуфейра         | Ф'ючерс    | Тверде   | Амір Вайнтрауб       | Ніл Бамфорд Джошуа Гудолл           | 3–6, 4–6               |
| Поразка   | 4–5   | Кві 2008 | Росія F1, Москва                 | Ф'ючерс    | Килим    | Александер Слабінскі | Сергій Демьохін Костянтин Кравчук   | 1–6, 2–6               |
| Поразка   | 4–6   | Вер 2008 | Франція F13, Баньєр-де-Бігорр    | Ф'ючерс    | Тверде   | П'єррік Їсерн        | Олів'є Шарруен Андіс Юшка           | 5–7, 4–6               |
| Перемога  | 5–6   | Січ 2009 | Велика Британія F1, Глазго       | Ф'ючерс    | Тверде   | Джеймі Бейкер        | Ромен Жуан П'єррік Їсерн            | 7–5, 6–0               |
| Перемога  | 6–6   | Сер 2009 | Велика Британія F10, Ілклі       | Ф'ючерс    | Трава    | Мартін Фішер         | Садік Кадір Пурав Раджа             | 7–5, 3–6, [10–6]       |
| Поразка   | 6–7   | Сер 2009 | Велика Британія F11, Ottershaw   | Ф'ючерс    | Тверде   | Джеймі Бейкер        | Домінік Інглот Тім Бредшоу          | 6–4, 6–7(2–7), [3–10]  |
| Поразка   | 6–8   | Сер 2009 | Індія F7, Нью-Делі               | Ф'ючерс    | Тверде   | Шон Торнлі           | Ашутош Сінгх Вішну Вардган          | 3–6, 7–6(7–5), [8–10]  |
| Перемога  | 7–8   | Вер 2009 | Індія F9, Нью-Делі               | Ф'ючерс    | Тверде   | Рохан Гаджар         | Ашутош Сінгх Вішну Вардган          | 7–6(8–6), 7–6(7–3)     |
| Перемога  | 8–8   | Вер 2009 | Велика Британія F13, Рексем      | Ф'ючерс    | Тверде   | Домінік Інглот       | Ендрю Андерсон Колін О'Браєн        | 3–6, 6–3, [10–6]       |
| Перемога  | 9–8   | Вер 2009 | Велика Британія F14, Ноттінгем   | Ф'ючерс    | Тверде   | Домінік Інглот       | Джошуа Гудолл Метью Іллінґворт      | 6–3, 6–4               |
| Перемога  | 10–8  | Жов 2009 | Велика Британія F15, Глазго      | Ф'ючерс    | Тверде   | Домінік Інглот       | Деніел Кокс Володимир Ігнатик       | 6–0, 7–6(7–5)          |
| Перемога  | 11–8  | Січ 2010 | Велика Британія F1, Глазго       | Ф'ючерс    | Тверде   | Домінік Інглот       | Олів'є Шарруен Александер Ренар     | 4–6, 6–3, [10–2]       |
| Поразка   | 11–9  | Січ 2010 | Велика Британія F2, Шеффілд      | Ф'ючерс    | Тверде   | Домінік Інглот       | Олів'є Шарруен Андіс Юшка           | 2–6, 4–6               |
| Перемога  | 12–9  | Лют 2010 | Bosnia & Herzegovina F2, Сараєво | Ф'ючерс    | Килим    | Домінік Інглот       | Колін О'Браєн Джеймс Макгі          | без гри                |
| Поразка   | 12–10 | Лип 2010 | Велика Британія F10, Фрінтон     | Ф'ючерс    | Трава    | Джошуа Гудолл        | Тім Бредшоу Джеймс Ладлоу           | 4–6, 7–6(9–7), [7–10]  |
| Перемога  | 13–10 | Січ 2011 | Велика Британія F1, Глазго       | Ф'ючерс    | Тверде   | Александер Слабінскі | Гаррі Геліоваара Юго Паукку         | 6–7(3–7), 6–1, [10–2]  |
| Перемога  | 14–10 | Січ 2011 | Велика Британія F2, Шеффілд      | Ф'ючерс    | Тверде   | Джошуа Гудолл        | Олів'є Шарруен Венсан Стуфф         | 6–1, 6–4               |
| Поразка   | 14–11 | Січ 2011 | Німеччина F3, Каарст             | Ф'ючерс    | Килим    | Александер Слабінскі | Марцель Ціммерманн Кевін Кравіц     | 3–6, 5–7               |
| Перемога  | 15–11 | Бер 2011 | Велика Британія F3, Тіптон       | Ф'ючерс    | Тверде   | Джошуа Гудолл        | Майлс Баґбі Маркус Вілліс           | 6–2, 6–2               |
| Перемога  | 16–11 | Бер 2011 | Велика Британія F4, Бат (Англія) | Ф'ючерс    | Тверде   | Джошуа Гудолл        | Міхаель Ламмер Александер Садецкі   | 6–3, 6–2               |
| Поразка   | 16–12 | Тра 2011 | Leon, Мексика                    | Челленджер | Тверде   | Андре Бегеманн       | Ражів Рам Боббі Рейнольдс           | 3–6, 2–6               |
| Перемога  | 17–12 | Лип 2011 | Велика Британія F8, Манчестер    | Ф'ючерс    | Трава    | Джошуа Гудолл        | Малік Джазірі Альбано Оліветті      | 6–4, 7–6(7–3)          |
| Поразка   | 17–13 | Лип 2011 | Велика Британія F9, Ілклі        | Ф'ючерс    | Трава    | Джошуа Гудолл        | Шон Торнлі Девід Райс               | 7–6(7–2), 3–6, [7–10]  |
| Поразка   | 17–14 | Лип 2011 | Велика Британія F10, Фрінтон     | Ф'ючерс    | Трава    | Джошуа Гудолл        | Жульєн Мес Фабріс Мартен            | 5–7, 6–7(2–7)          |
| Перемога  | 18–14 | Вер 2011 | США F24, Коста-Меса              | Ф'ючерс    | Тверде   | Ніл Скупскі          | Деніел Кокс Адам Габбл              | 6–3, 6–3               |
| Перемога  | 19–14 | Жов 2011 | США F26, Остін (Техас)           | Ф'ючерс    | Тверде   | Едвард Коррі         | Бенджамін Роджерс Джон-Патрік Сміт  | 7–6(8–6), 6–2          |
| Перемога  | 20–14 | Січ 2012 | Велика Британія F1, Глазго       | Ф'ючерс    | Тверде   | Домінік Інглот       | Шон Торнлі Девід Райс               | 7–5, 6–2               |
| Перемога  | 21–14 | Січ 2012 | Велика Британія F2, Шеффілд      | Ф'ючерс    | Тверде   | Домінік Інглот       | Шон Торнлі Девід Райс               | 6–3, 7–5               |
| Поразка   | 21–15 | Січ 2012 | Велика Британія F3, Беркенгед    | Ф'ючерс    | Тверде   | Льюїс Бартон         | Шон Торнлі Девід Райс               | 2–6, 3–6               |
| Перемога  | 22–15 | Лют 2012 | Даллас, США                      | Челленджер | Тверде   | Домінік Інглот       | Ніколас Монро Джек Сок              | 6–7(6–8), 6–4, [19–17] |
| Перемога  | 23–15 | Бер 2012 | Велика Британія F4, Тіптон       | Ф'ючерс    | Тверде   | Домінік Інглот       | Шон Торнлі Девід Райс               | 6–3, 6–4               |